# Cantó de Bellencombre
El cantó de Bellencombre és un cantó francès del departament del Sena Marítim, situat al districte de Dieppe. Té 15 municipis i el cap és Bellencombre.

## Municipis
- Ardouval
- Beaumont-le-Hareng
- Bellencombre
- Bosc-le-Hard
- Cottévrard
- Cressy
- La Crique
- Cropus
- Les Grandes-Ventes
- Grigneuseville
- Mesnil-Follemprise
- Pommeréval
- Rosay
- Saint-Hellier
- Sévis

## Història
| Data d'elecció                           | Identitat        | Partit           | Qualitat |
| ---------------------------------------- | ---------------- | ---------------- | -------- |
| 1945-1973                                | Paul Godefroy    | RGR, després MRG |          |
| 1973-1978                                | M. Brunel        | sense etiqueta   |          |
| 1978-2011                                | Annick Bocandé   | UDF, després UMP |          |
| 2011-                                    | Nicolas Bertrand | UMP              |          |
| les dades anteriors no són pas conegudes |                  |                  |          |
|                                          |                  |                  |          |

## Demografia
| A partir de 1990: Població sense dobles comptes |